# The Gallery
The Gallery er et album fra det svenske melodiske dødsmetal-band Dark Tranquillity som blev udgivet i 1995 gennem Osmose Productions. Dette var det første album hvor den nye vokalist Mikael Stanne optrådte på.
I 2005 blev albummet genudgivet af Century Media med nyt layout og 5 covernumre.

## Sporliste

### Original udgivelse
1. "Punish My Heaven" – 4:46
2. "Silence, and the Firmament Withdrew" – 2:36
3. "Edenspring" – 4:30
4. "The Dividing Line" – 5:01
5. "The Gallery" – 4:07
6. "The One Brooding Warning" – 4:14
7. "Midway through Infinity" – 3:30
8. "Lethe" – 4:42
9. "The Emptiness from Which I Fed" – 5:43
10. "Mine Is the Grandeur..." – 2:26
11. "...Of Melancholy Burning" – 6:16

### Genudgivet version fra 2005
1. "Punish My Heaven" – 4:47
2. "Silence, and the Firmament Withdrew" – 2:36
3. "Edenspring" – 4:31
4. "The Dividing Line" – 5:01
5. "The Gallery" – 4:08
6. "The One Brooding Warning" – 4:14
7. "Midway through Infinity" – 3:30
8. "Lethe" – 4:43
9. "The Emptiness from Which I Fed" – 5:44
10. "Mine is the Grandeur..." – 2:27
11. "...Of Melancholy Burning" – 6:14
12. "Bringer of Torture" (Kreator cover) – 3:14
13. "Sacred Reich" (Sacred Reich cover) – 2:19
14. "22 Acacia Avenue" (Iron Maiden cover) – 6:05
15. "Lady in Black" (Mercyful Fate cover) – 4:22
16. "My Friend of Misery" (Metallica cover) – 5:25